# Volker Maria Hügel

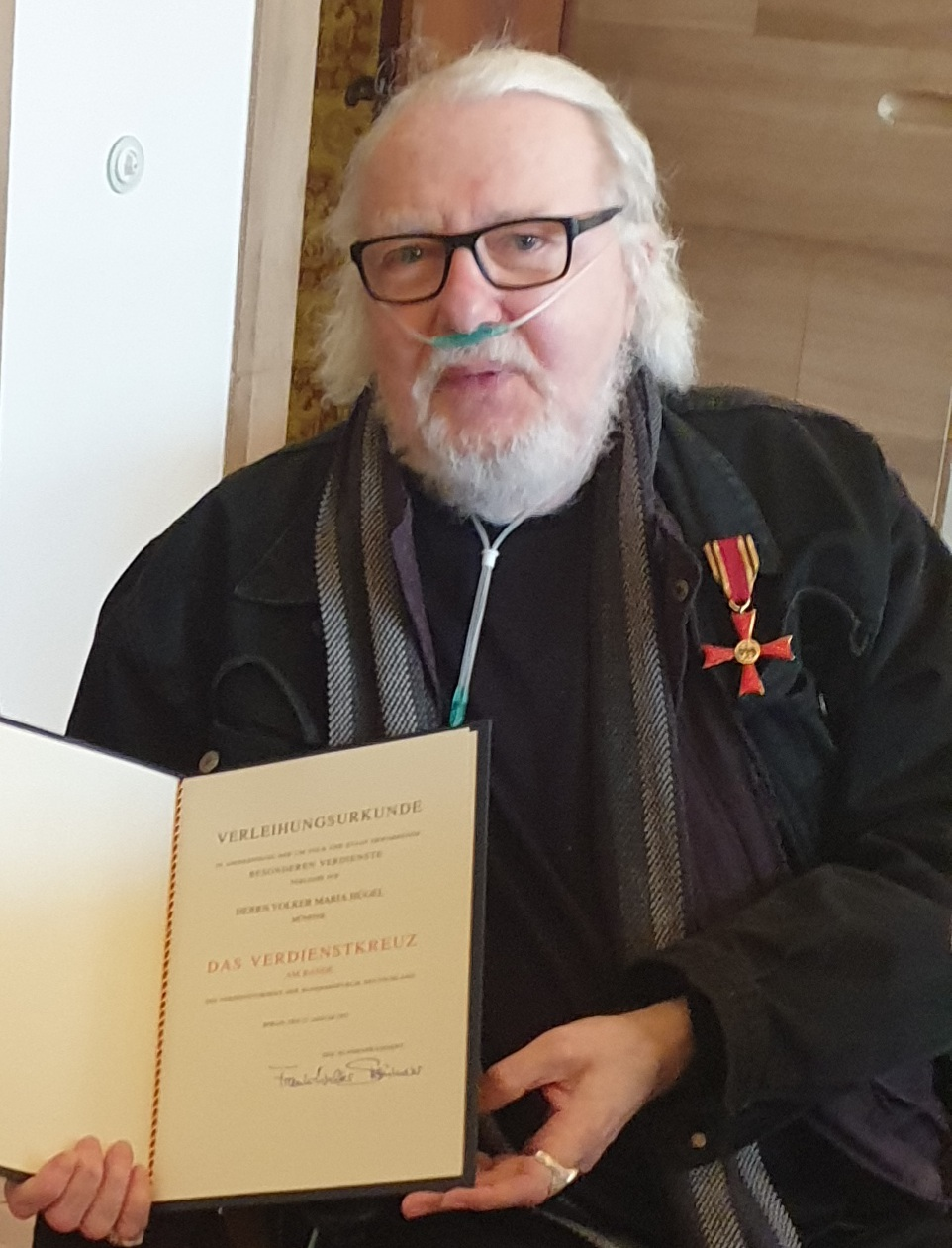
Volker Maria Hügel bei der Übergabe des Bundesverdienstkreuzes

Volker Maria Hügel (* 10. Mai 1952 in Münster; † 21. April 2022 ebenda) war ein deutscher Sozialpädagoge und Menschenrechtsaktivist. Er war Mitbegründer der Gemeinnützigen Gesellschaft zur Unterstützung Asylsuchender, welche die Flüchtlingsarbeit in Nordrhein-Westfalen (NRW) schon seit mehr als vier Jahrzehnten maßgeblich prägt.

## Beruflicher Werdegang
Nach seinem Studium (Sozialwesen an der FH Münster, 1972–1976 mit Abschluss als Diplom-Sozialpädagoge) und seiner ersten Stelle im Jugendamt Hannover begann Volker Maria Hügel im Oktober 1978 seine Flüchtlingsarbeit.
Hügel setzte sich seitdem mehr als vier Jahrzehnte für die Rechte geflüchteter Menschen ein und zwar vor allem durch gezielte Aufklärung und Vermittlung von Wissen.
Im Oktober 1978 wurde er zum Leiter des ersten Flüchtlingsheims („Übergangswohnheim“ Grevener Str.) der Stadt Münster bestellt. Im April 1979 gründete er mit einigen Gleichgesinnten die Gemeinnützige Gesellschaft zur Unterstützung Asylsuchender (GGUA Flüchtlingshilfe). Durch Presseberichte machte VMH noch im selben Jahr auf Missstände in städtischen Flüchtlingswohnheimen aufmerksam, was mit seiner Stelle bei der Stadt Münster nicht mehr vereinbar war.
Teilweise als Vollzeitangestellter, teilweise als ehrenamtliches Mitglied arbeitete Hügel seitdem als Fachberater für Flüchtlinge in der GGUA, wo er auch mehrere Jahre im Vorstand tätig war.
Seit Dezember 1985 war Volker Maria Hügel Vorsitzender, Geschäftsführer und Sprecher des Flüchtlingsrats NRW und vertrat seit 1993 die freien Initiativen aus NRW in der Bundesarbeitsgemeinschaft Pro Asyl in Frankfurt.
Hügel war seit 1992 Lehrbeauftragter im Fachbereich Sozialwesen und nebenbei Dozent für Asylrecht an der Fachhochschule Münster. Seit März 1995 gibt es in der GGUA das bundesweit agierende Projekt Q – Qualifizierung der Flüchtlingsberatung, in das Hügel von Anfang an involviert war.
Von 1998 bis 2020 war er nebenbei Moderator des Radio-Magazins Radio Fluchtpunkt,
einer Produktion der GGUA rund um die Themen Flucht und Asyl im Bürgerfunk in Nordrhein-Westfalen.
Bereits seit der Gründung im März 1996 war Volker Maria Hügel bis 2021 Mitglied der Härtefallkommission NRW.
Er hielt noch bis März 2021 bundesweit Seminare, Fortbildungen und Vorträge zu den Themen Asyl, Menschenrechte, Migration und Inklusion/Integration sowie Flüchtlings- und Migrationspolitik
(siehe diverse Weblinks unten).

## Privatleben
Hügel war aufgrund seiner Musikleidenschaft von 2004 bis 2013 Co-Moderator des Musik-Magazins Midlife Parade im Bürgerfunk in Nordrhein-Westfalen und ab etwa 2007 bis 2022 (ebenfalls im Bürgerfunk NRW) Moderator des Musik-Magazins Beats & Nuggets.
Wolf Rüdiger Wilms war sein Halbbruder.
Im Alter von 69 Jahren verstarb Hügel am 21. April 2022 an einem chronischen Lungenleiden.

## Auszeichnungen
- 2001 wurde Volker Maria Hügel von der Bundesarbeitsgemeinschaft Pro Asyl in besonderer Anerkennung seiner Arbeit zum persönlichen Mitglied auf Lebenszeit gewählt.[5]
- 2011: Ehrenurkunde des Roma-Lehrervereins Gypsy Council[11]
- 2012: Multi-Kulti-Preis des Multikulturellen Forums[12]
- 2021: Bundesverdienstkreuz am Bande für sein Lebenswerk[13]